# NGC 3359
NGC 3359 este o emission-line galaxy⁠(d) situată în constelația Ursa Mare. A fost descoperită în 28 noiembrie 1793 de către William Herschel. Se află la o distanță de 18,88 megaparseci de Pământ.